# 洛杉磯申辦2024年夏季奧運會計劃
洛杉磯申辦2024年夏季奧運會計劃是洛杉磯和美國奧林匹克委員會共同申辦2024年夏季奥运会計劃。

## 歷史
2015年洛杉矶顶替波士顿，正式成为代表美国申办2024年夏季奥运会和残奥会的城市，該城曾举办过1932年夏季奧林匹克運動會和1984年夏季奧林匹克運動會这两届奥运会。

## 形象大使
洛杉矶2024年申办奥运会的形象大使分别是篮球巨星科比·布莱恩特、好莱坞巨星兼第88届奥斯卡最佳男主角得主莱昂纳多·迪卡普里奥、游泳名将迈克尔·菲尔普斯、流行歌手凯蒂·佩里、著名导演斯蒂芬·斯皮尔伯格、苹果公司CEO蒂姆·库克、耐克CEO马克·帕克、NBC环球总裁史蒂夫·博科、2016年诺贝尔文学奖得主鲍勃·迪伦、美国前总统比尔·克林顿、好莱坞影星兼第73届威尼斯电影节最佳女主角得主艾玛·斯通、著名体操运动员西蒙·拜尔斯、著名导演达米恩·查泽雷。

## 申办因素
由于美国在2010年申办2022年世界杯足球赛时败给卡塔尔，若法国获得2024年奥运会主办权，美国可能考虑将获得2023年青奥会主办权，作为美国申办2022年世界杯失败的替补。

## 外部連結
- 洛杉磯2024
- 洛杉磯2024的X（前Twitter）
- 洛杉磯2024的Facebook專頁